# Епархия Скопье
 Епархия Скопье (лат. Dioecesis Scopiensis) — епархия Римско-Католической Церкви с кафедрой в городе Скопье, Северная Македония. Епархия Скопье распространяет юрисдикцию на территорию всей Македонии и входит в митрополию Врхбосны на территории Боснии и Герцеговины. Верующие преимущественно этнические хорваты и албанцы. Кафедральным собором епархии Скопье является собор Святейшего Сердца Иисуса в Скопье. В городе Битола находится сокафедральный собор Святейшего Сердца Иисуса.

## История
В древности территория современной епархии Скопье входила в состав архиепархии Дардании, основанной в IV веке. С самого начала своего существования епархия существовала больше на бумаге, чем на самом деле, о чём свидетельствуют длительные периоды без епископов. Юрисдикция епархии распространялась на западную часть Балканского полуострова. В 1656 году архиепархия Дардании была переименована в архиепархию Скопье, находившуюся в подчинении непосредственно Святого Престола. В связи с неблагоприятными условиями, сложившимися в Османской империи для распространения миссии Католической Церкви, многие из её епископов находились за пределами страны. Это продолжалось вплоть до XIX века.
29 октября 1924 года после первой мировой войны Папа Римский Пий XI понизил статус архиепархии до епархии.
2 октября 1969 года Папа Римский Павел VI издал буллу Ad Ecclesiam Christi, которой объединил епархию Скопье с епархией Призрена, в результате чего епархия стала именоваться как епархия Скопье — Призрена.
24 мая 2000 года Папа Римский Иоанн Павел II выделил из неё апостольскую администратуру Призрена для албанцев, проживающих в Республике Косово. Таким образом, было восстановлено прежнее название епархии Скопье.

## Ординарии епархии
- Андреа Богдани (1656—1677);
- Петер Богдани (1677—1689);
- Матей Красники (8.03.1816 — 27.10.1827);
- Пьетро Шали (30.07.1833 — ?);
- Дарио Буччарелли (6.06.1864 — 1878);
- Фульгенцие Царев (28.03.1879 — 1.06.1888);
- Андреа Логореци (1888—1891);
- Паскаль Трокши (10.01.1893 — 29.04.1908);
- Лазар Мьеда (14.04.1909 — 19.10.1921);
- Янез Франчишек Гнидовец (29.10.1924 — 1939);
- Смилян Франьо Чекада (18.08.1940 — 12.06.1967);
- Йоаким Хербут (2.10.1969 — 15.04.2005);
- Марко Сопи (2.11.1995 — 24.05.2000);
- Киро Стоянов (20.07.2005 — по настоящее время).

## Источник
- Annuario Pontificio, Libreria Editrice Vaticana, Città del Vaticano, 2007.
- Булла Ad Ecclesiam Christi  (лат.)
- Konrad Eubel, Hierarchia Catholica Medii Aevi, vol. 1 Архивная копия от 9 июля 2019 на Wayback Machine, стр. 439; vol. 2 Архивная копия от 4 октября 2018 на Wayback Machine, стр. 232; vol. 3 Архивная копия от 21 марта 2019 на Wayback Machine, стр. 294; vol. 4 Архивная копия от 4 октября 2018 на Wayback Machine, стр. 307; vol. 5, стр. 346—347; vol. 6, стр. 370  (лат.)